# Ciobanca (arie protejată)
Ciobanca (în ucraineană Чабанка, transliterat: Ceabanka) este o arie protejată forestieră de importanță locală din raionul Bârzula, regiunea Odesa (Ucraina), situată la vest de satul Budăi (parcelele 1-36 din silvicultura de stat „Codâma”).
Suprafața ariei protejate constituie 1,662 de hectare, fiind creată în anul 1980 prin decizia comitetului executiv regional.